# 頭山興助
頭山 興助（とうやま おきすけ、1944年6月19日 - ） は、日本の政治活動家。呉竹会会長。

## 経歴
1944年6月19日、頭山秀三の元に生まれる。頭山満の孫。
1970年から1980年まで衆議院議員園田直の秘書を務める。
2003年から呉竹会会長。

## 著作
- 「祖父・頭山満の教え」『維新と興亜』6号、(望楠書房、2021年) ISBN 978-4991162657
- 「▶︎季刊「夢・大アジア」の創刊を祝って」『夢・大アジア』、(集広社、2014年11月11日)　ISBN 978-4904213230